# Woniuhe (sockenhuvudort i Kina, Heilongjiang Sheng, lat 49,55, long 127,13)
Woniuhe (kinesiska: 卧牛河, 卧牛河乡) är en sockenhuvudort i Kina. Den ligger i provinsen Heilongjiang, i den nordöstra delen av landet, omkring 420 kilometer norr om provinshuvudstaden Harbin. Antalet invånare är 3 053. Befolkningen består av 1 456 kvinnor och 1 597 män. Barn under 15 år utgör 14,0 %, vuxna 15-64 år 79 %, och äldre över 65 år 5,0 %.
Runt Woniuhe är det ganska glesbefolkat, med 26 invånare per kvadratkilometer. Närmaste större samhälle är Sunwu, 19,5 km sydost om Woniuhe. Trakten runt Woniuhe består till största delen av jordbruksmark.
Genomsnittlig årsnederbörd är 976 millimeter. Den regnigaste månaden är juli, med i genomsnitt 230 mm nederbörd, och den torraste är januari, med 11 mm nederbörd.